# Maatianjärvi
Maatianjärvi är en sjö i kommunen Jyväskylä i landskapet Mellersta Finland i Finland. Sjön ligger 78,7 meter över havet. Arean är 54 hektar och strandlinjen är 5,42 kilometer lång. Sjön  ingår i Kymmene älvs huvudavrinningsområde.   Den ligger omkring 23 kilometer söder om Jyväskylä och omkring 210 kilometer norr om Helsingfors. 
I sjön finns öarna Kurjenluoto, Salmelansaari och Lemmitynsaari. 